# Älvsbyns kommun
Älvsbyns kommun er en svensk kommune i Norrbotten i Norrbottens län.

## Større byer
- Korsträsk
- Vidsel
- Vistheden
- Älvsbyn

65°41′00″N 21°01′00″Ø / 65.683333333333°N 21.016666666667°Ø